# Équipe de Croatie de football au Championnat d'Europe 1996
L'équipe de Croatie de football participe à son 1er championnat d'Europe lors de l'édition 1996 qui se tient en Angleterre du 8 juin 1996 au 30 juin 1996. Les Croates se classent deuxième du groupe D au premier tour puis sont battus en quart de finale par l'Allemagne.
À titre individuel, Davor Šuker fait partie de l'équipe-type du tournoi, équipe-type composée de 18 joueurs.

## Phase qualificative
La phase qualificative est composée de huit groupes. Les huit vainqueurs de poule, les six meilleurs deuxièmes et le vainqueur du barrage entre les deux moins bons deuxièmes se qualifient pour l'Euro 1996 et ils accompagnent l'Angleterre, qualifiée d'office en tant que pays organisateur. La Croatie termine 1re du groupe 4.
| Rang | Équipe   | Pts | J  | G | N | P  | Bp | Bc | Diff |  | Résultats (▼ dom., ► ext.) |     |     |     |     |     |     |
| ---- | -------- | --- | -- | - | - | -- | -- | -- | ---- |  | -------------------------- | --- | --- | --- | --- | --- | --- |
| 1    | Croatie  | 23  | 10 | 7 | 2 | 1  | 22 | 5  | +17  |  | Croatie                    |     | 1-1 | 2-0 | 4-0 | 2-0 | 7-1 |
| 2    | Italie   | 23  | 10 | 7 | 2 | 1  | 20 | 6  | +14  |  | Italie                     | 1-2 |     | 4-0 | 3-1 | 1-0 | 4-1 |
| 3    | Lituanie | 16  | 10 | 5 | 1 | 4  | 13 | 12 | +1   |  | Lituanie                   | 0-0 | 0-1 |     | 1-3 | 2-1 | 5-0 |
| 4    | Ukraine  | 13  | 10 | 4 | 1 | 5  | 11 | 15 | -4   |  | Ukraine                    | 1-0 | 0-2 | 0-2 |     | 2-1 | 3-0 |
| 5    | Slovénie | 11  | 10 | 3 | 2 | 5  | 13 | 13 | 0    |  | Slovénie                   | 1-2 | 1-1 | 1-2 | 3-2 |     | 3-0 |
| 6    | Estonie  | 0   | 10 | 0 | 0 | 10 | 3  | 31 | -28  |  | Estonie                    | 0-2 | 0-2 | 0-1 | 0-1 | 1-3 |     |

## Phase finale

### Premier tour
| Groupe D |          |     |   |   |   |   |    |    |      |
|          | Équipe   | Pts | J | G | N | P | BP | BC | Diff |
| 1        | Portugal | 7   | 3 | 2 | 1 | 0 | 5  | 1  | +4   |
| 2        | Croatie  | 6   | 3 | 2 | 0 | 1 | 4  | 3  | +1   |
| 3        | Danemark | 4   | 3 | 1 | 1 | 1 | 4  | 4  | 0    |
| 4        | Turquie  | 0   | 3 | 0 | 0 | 3 | 0  | 5  | -5   |

| 9 juin  | Danemark | 1 | 1 | Portugal |
| 11 juin | Turquie  | 0 | 1 | Croatie  |
| 14 juin | Portugal | 1 | 0 | Turquie  |
| 16 juin | Danemark | 0 | 3 | Croatie  |
| 19 juin | Croatie  | 0 | 3 | Portugal |
| 19 juin | Danemark | 3 | 0 | Turquie  |

| 11 juin 1996                      | Turquie   | 0 - 1 | Croatie     | City Ground, Nottingham                             |                                                     |
| 19:30 · Historique des rencontres |           |       | Vlaović 86e | Spectateurs : 22 406 Arbitrage : Serge Muhmenthaler | Spectateurs : 22 406 Arbitrage : Serge Muhmenthaler |
| 19:30 · Historique des rencontres | (Rapport) |       |             | Spectateurs : 22 406 Arbitrage : Serge Muhmenthaler | Spectateurs : 22 406 Arbitrage : Serge Muhmenthaler |

| 16 juin 1996                      | Croatie                           | 3 - 0 | Danemark | Hillsborough Stadium, Sheffield             |                                             |
| 18:00 · Historique des rencontres | Šuker 53e (pen.), 90e · Boban 81e |       |          | Spectateurs : 33 671 Arbitrage : Marc Batta | Spectateurs : 33 671 Arbitrage : Marc Batta |
| 18:00 · Historique des rencontres | (Rapport)                         |       |          | Spectateurs : 33 671 Arbitrage : Marc Batta | Spectateurs : 33 671 Arbitrage : Marc Batta |

| 19 juin 1996                      | Croatie   | 0 - 3 | Portugal                           | City Ground, Nottingham                          |                                                  |
| 16:30 · Historique des rencontres |           |       | Figo 4e · Pinto 33e · Domingos 82e | Spectateurs : 20 484 Arbitrage : Bernd Heynemann | Spectateurs : 20 484 Arbitrage : Bernd Heynemann |
| 16:30 · Historique des rencontres | (Rapport) |       |                                    | Spectateurs : 20 484 Arbitrage : Bernd Heynemann | Spectateurs : 20 484 Arbitrage : Bernd Heynemann |

### Quart de finale
| 23 juin 1996                      | Allemagne                         | 2 - 1 | Croatie   | Old Trafford, Manchester                      |                                               |
| 15:00 · Historique des rencontres | Klinsmann 20e (pen.) · Sammer 59e |       | Šuker 51e | Spectateurs : 43 412 Arbitrage : Leif Sundell | Spectateurs : 43 412 Arbitrage : Leif Sundell |
| 15:00 · Historique des rencontres | (Rapport)                         |       |           | Spectateurs : 43 412 Arbitrage : Leif Sundell | Spectateurs : 43 412 Arbitrage : Leif Sundell |

## Effectif
Sélectionneur : Miroslav Blažević
| No. | Pos.      | Joueur            | Date de naissance et âge | Sélec. | Club              |
| --- | --------- | ----------------- | ------------------------ | ------ | ----------------- |
| 1   | Gardien   | Dražen Ladić      | 1er janvier 1963         |        | Croatia Zagreb    |
| 2   | Milieu    | Nikola Jurčević   | 14 septembre 1966        |        | SC Fribourg       |
| 3   | Défenseur | Robert Jarni      | 26 octobre 1968          |        | Betis Séville     |
| 4   | Défenseur | Igor Štimac       | 6 septembre 1967         |        | Derby County      |
| 5   | Défenseur | Nikola Jerkan     | 8 décembre 1964          |        | Real Oviedo       |
| 6   | Défenseur | Slaven Bilić      | 11 septembre 1968        |        | West Ham          |
| 7   | Milieu    | Aljoša Asanović   | 14 décembre 1965         |        | Hajduk Split      |
| 8   | Milieu    | Robert Prosinečki | 12 janvier 1969          |        | FC Barcelone      |
| 9   | Attaquant | Davor Šuker       | 1er janvier 1968         |        | Séville FC        |
| 10  | Milieu    | Zvonimir Boban    | 8 décembre 1968          |        | AC Milan          |
| 11  | Attaquant | Alen Bokšić       | 21 janvier 1970          |        | Lazio de Rome     |
| 12  | Gardien   | Marijan Mrmić     | 6 mai 1965               |        | Beşiktaş          |
| 13  | Milieu    | Mario Stanić      | 10 avril 1972            |        | Club Bruges       |
| 14  | Défenseur | Zvonimir Soldo    | 2 novembre 1967          |        | Croatia Zagreb    |
| 15  | Défenseur | Dubravko Pavličić | 28 novembre 1967         |        | Hércules Alicante |
| 16  | Milieu    | Mladen Mladenović | 13 septembre 1964        |        | Gamba Osaka       |
| 17  | Attaquant | Igor Pamić        | 19 novembre 1969         |        | NK Osijek         |
| 18  | Défenseur | Elvis Brajković   | 12 juin 1969             |        | Munich 1860       |
| 19  | Attaquant | Goran Vlaović     | 7 août 1972              |        | Calcio Padoue     |
| 20  | Défenseur | Dario Šimić       | 12 novembre 1975         |        | Croatia Zagreb    |
| 21  | Attaquant | Igor Cvitanović   | 1er novembre 1970        |        | Croatia Zagreb    |
| 22  | Gardien   | Tonči Gabrić      | 11 novembre 1961         |        | Hajduk Split      |

## Navigation